# Francine Descartes
Francine Descartes (Deventer, 19 luglio 1635 – Amersfoort, 7 settembre 1640) è stata l'unica figlia naturale di Cartesio.

## Biografia

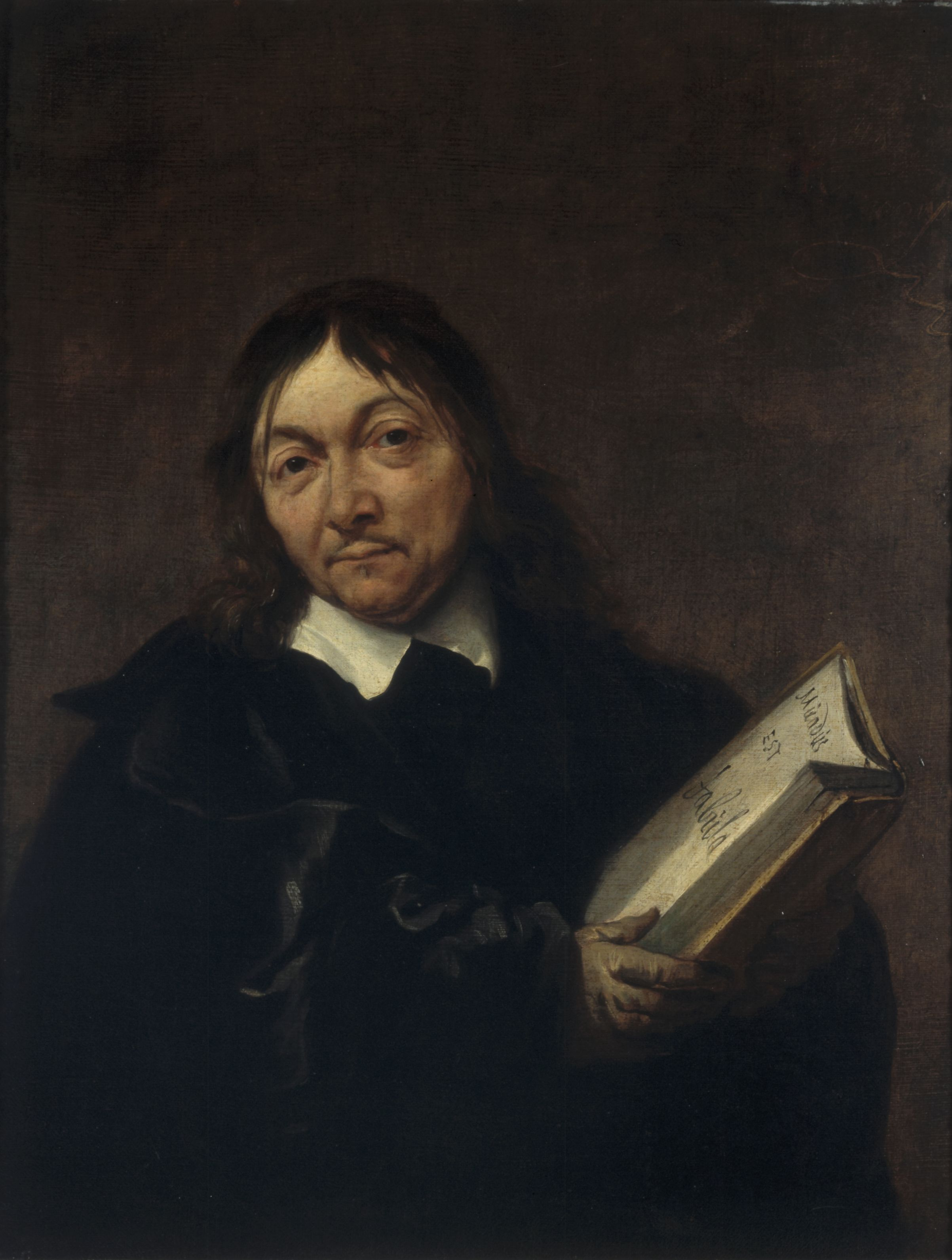
Ritratto di Cartesio (1647/1649) opera di Jan Baptist Weenix nel Centraal Museum di Utrecht.

Nella primavera del 1634 Cartesio, che aveva compiuto 38 anni, lasciò la città di Deventer, dove aveva trascorso quasi due anni impiegati nella composizione del suo libro Il Mondo, per rientrare ad Amsterdam dove soggiornò in casa di Thomas Sergeant, un libraio inglese che aveva una domestica di nome Helena Jans , che diverrà la madre di Francine. 
Cartesio confidò a Claude Clerselier, suo amico e seguace ed editore di molti suoi scritti, che la nascita della figlia avvenne il 19 luglio 1635 a Deventer e il battesimo, registrato tra i figli legittimi, il 7 agosto dello stesso anno sempre a Deventer; nel registro di battesimo  il nome del padre è "Reyner Jochems": Reyner = René; Jochems = figlio di Joachim, che era il nome del padre di Descartes.

Fin quando rimase in vita Francine, Cartesio dimostrò di voler continuare ad occuparsi della figlia e della madre come risulta da una lettera indirizzata a uno sconosciuto del 30 agosto 1637 dove scriveva che aveva cercato di convincerle ad abitare nella sua casa di Egmond dove la bambina, che egli chiamava la sua "nipotina", avrebbe potuto essere accudita dalla sua padrona di casa, e Helena lavorare lì come cameriera. La padrona di casa lo aveva rassicurato che «per lei era indifferente avere un bambino in più o in meno da governare».
Il progetto non si realizzò poiché Francine, dopo appena 5 anni dalla nascita, il 7 settembre 1640 morì per un attacco di scarlattina a Amersfoort. 
Cartesio fu grandemente addolorato dalla morte prematura della figlia tanto che si è ipotizzato che proprio questo luttuoso evento abbia determinato una svolta nella sua opera che spostò la sua attenzione dalla medicina a una rasserenante ricerca filosofica di risposte universali.
Cartesio continuò ad interessarsi della madre anche dopo la morte di Francine. In un contratto di matrimonio redatto il 4 maggio 1644 a Leyden, dove nello stesso periodo soggiornava Cartesio, veniva indicata come futura sposa Helena Jans van der Strom residente a Egmond che avrebbe preso come marito Jan Jansz van Wel: nell'atto notarile si stabiliva che se una delle parti fosse morta prima di avere avuto dei figli, il coniuge sopravvissuto avrebbe riavuto i propri beni più una somma di 1000 fiorini (per l'epoca era una somma rilevante che equivaleva al salario di un anno di un professore) che fu versata probabilmente come dote proprio da Cartesio che volle assicurare anche un compenso per la famiglia di van Wel che sicuramente conosceva bene i trascorsi passati di Helena con il filosofo francese.